# Кулешовка (Сумская область)
Кулешовка (укр. Кулішівка) — село,
Кулешовский сельский совет,
Недригайловский район,
Сумская область,
Украина.
Код КОАТУУ — 5923583601. Население по переписи 2001 года составляло 345 человек.
Является административным центром Кулешовского сельского совета, в который, кроме того, входят сёла
Бродок и
Константинов.

## Географическое положение
Село Кулешовка находится на берегу реки Хусь, которая через 2 км впадает в реку Сула,
выше по течению на расстоянии в 1,5 км расположено село Хоружевка,
ниже по течению на расстоянии в 1,5 км расположены сёла Константинов и Бродок.
По селу протекает пересыхающий ручей с запрудой.

## История
- Село Кулешовка основали в середине XVII века переселенцы из Правобережной Украины.
- В XIX веке село Кулешовка принадлежало представителям древнего дворянского рода Головкинских.
- На севере села Кулешовка обнаружено поселение раннего железного века.
- В 1811 году в районе села Кулешовка упал метеорит-хондрит массой 6 килограмм.[2]

## Экономика
- «Сула», ООО.

## Объекты социальной сферы
- Дом культуры.

## Достопримечательности
- Памятник мамонту (1841 год).